# Закрент (Отвоцький повіт)
Закрент (пол. Zakręt) — село в Польщі, у гміні Вйонзовна Отвоцького повіту Мазовецького воєводства.
Населення — 1045 осіб (2011).
У 1975-1998 роках село належало до Варшавського воєводства.

## Демографія
Демографічна структура станом на 31 березня 2011 року:
|          | Загалом | Допрацездатний вік | Працездатний вік | Постпрацездатний вік |
| -------- | ------- | ------------------ | ---------------- | -------------------- |
| Чоловіки | 490     | 128                | 316              | 46                   |
| Жінки    | 555     | 113                | 337              | 105                  |
| Разом    | 1045    | 241                | 653              | 151                  |